# Sergej Suchorutjenkov
Sergej Nikolajevitj Suchorutjenkov, ryska: Сергей Николаевич Сухорученков, född 10 augusti 1956 i Brjansk, Brjansk oblast, Ryssland, är en tidigare cyklist från Sovjetunionen. Han tävlade främst som amatör, men var professionell under 1989 och tävlade då för Alfa Lum-STM. Han deltog i de olympiska sommarspelen 1980 i Moskva i och tog guldet i linjeloppet framför Czesław Lang och Jurij Barinov.
Han vann Fredsloppet 1979 och 1984. Han vann också Tour de l'Avenir 1978 och 1979.

## Meriter[1]
1978
 Nationsmästerskapens linjelopp
Etapp 5, Milk Race
Tour de l'Avenir
Tour de Cuba
1979
Tour de l'Avenir
Fredsloppet
Giro delle Regione
1980
 Olympiska sommarspelen 1980 - linjelopp
Etapp 9, Milk Race
Etapp 9 och 12, Tour de l'Avenir
2:a, Etapp 2, Tour de l'Avenir
2:a, Slovakien runt
3:a, Milk Race
1981
Giro delle Regione
Etapp 4, Tour du Luxembourg
2:a, Fredsloppet
1982
Etapp 8, GP Tell
Etapp 4b, Circuit Cycliste de la Sarthe
1984
Fredsloppet
1990
Vuelta Ciclista de Chile

## Stall
- Sovjetiska landslaget 1977–1988
- Alfa Lum-STM 1989
- Lada-Ghzel 1990